# 瑞賢
宗室瑞賢（1845年4月2日—20世纪？），字子良。清朝宗室正白旗第二族溥字輩，晚清政治人物。

## 經歷
光緒七年（1881年）：補效力筆帖式。
十一年（1885年）乙酉宗室鄉試第一名舉人。
十四年（1888年）：補七品宗人府筆帖式。
光緒十五年（1889年）己丑科第二甲第六十四名進士出身。籤分宗人府候補主事。
二十四年（1898年）：補主事。
二十六年（1900年）：擢戶部員外郎。
二十八年（1902年）：裁撤官職，以副理事官候補。
三十一年（1905年）：六月補監察御史。
宣統元年（1909年）擢掌安徽道監察御史。冬季，轉掌河南道監察御史。
- 七月，奏陳奉天省吏治腐敗，據實列名糾劾。
- 八月，奏報奉天省撫順縣官吏縱容革命黨活動、浮濫授予警權等事項。
- 十二月，奏請盡速籌辦修建川藏鐵路並酌擬訂定相關辦法。

宣統二年（1910年）掌河南道監察御史。
- 三月，彈劾新疆布政使王樹枬品行貪贓卑鄙、請求查辦。
- 四月，奏請津浦鐵路仍在天津城西南隅設置車站。

## 家庭及關聯
- 九世祖：輔國慤厚公塔拜，清太祖第六子。
- 八世祖：固山貝子額克親（1585年－1655年），塔拜第二子，因罪革爵黜宗室，後復宗室授內大臣。
- 七世祖：三等輔國將軍額奇（1625年－1696年），額克親長子，內大臣。
- 六世祖：宗室溥嵩（1678年－1739年），額奇第五子，官至侍衛佐領。
- 五世祖：宗室清福（1716年－1807年），溥嵩第七子，官七品筆帖式。
- 四世祖：宗室平保（1741年－1789年），清福第二子，閑散無官職。
- 高祖父：宗室貴祥（1760年－1815年），平保長子，官至兵部郎中。
- 祖父：宗室額勒春（1797年－1845年），貴祥長子，選入十五善射，官至監察御史。

- 父：宗室阿洪阿（1817年－1878年），額勒春長子，官至四品銜監察御史。
- 母：舒穆魯氏，繼室，二等侍衛額勒精額之女。

### 妻妾
- 正室：朱爾葛特氏，穆特布之女。
- 繼室：博爾濟吉特氏，子爵德恩之女。

### 子女
- 長子：宗室世昌（1868年－），筆帖式。
- 次子：宗室代昌（1871年－），學習主事，光緒九年過繼予宗室瑞璋。
- 三子：宗室麒昌（1875年－）。